# Courgeon
Courgeon é uma comuna francesa na região administrativa da Normandia, no departamento Orne. Estende-se por uma área de 10,56 km². Em 2010 a comuna tinha 380 habitantes (densidade: 36 hab./km²).